# Nagy gazdasági világválság
| 0. Lengyel–ukrán háború                                  | 1918. | 11. 01. - 1919. 07. 18.  |
| 1. Versailles-i békeszerződés                            | 1919. |                          |
| 2. Lengyel–szovjet háború                                | 1919. | 02. 14. - 1921. 03. 18.  |
| 3. Trianoni békeszerződés                                | 1920. |                          |
| 4. Rapallói egyezmény                                    | 1920. | november 12.             |
| 5. Francia–lengyel katonai szövetség (en)                | 1921. | február 16.              |
| 6. Rigai béke (en)                                       | 1921. | március 18.              |
| 7. Menetelés Rómába                                      | 1922. | október 28 - 29.         |
| 8. Korfui összetűzés (olasz-görög) (en)                  | 1923. | aug. - szept.            |
| 9. Müncheni sörpuccs                                     | 1923. | november 8.              |
| 10. A Ruhr-vidék francia–belga megszállása (en)          | 1923. | - 1925.                  |
| 11. Libia megszállása - Második olasz–líbiai háború (en) | 1923. | - 1932.                  |
| 12. Mein Kampf (Harcom) megjelenése                      | 1925. |                          |
| 13. Dawes-terv (en)                                      | 1924. |                          |
| 14. Locarnói egyezmény                                   | 1925. | december 01.             |
| 15. Young-terv (en)                                      | 1929. |                          |
| 16. Nagy gazdasági világválság                           | 1929. | október 24. – 1941.      |
| 17. Mandzsúria japán lerohanása (en)                     | 1931. | 09. 18. - 1932. 02. 26.  |
| 18. Mandzsukuo megszállása                               | 1931  | – 1942.                  |
| 19. Sanghaj-i január 28-i összetűzés (en)                | 1932. | 01. 28. – 03. 03.        |
| 20. Szovjet–lengyel megnemtámadási egyezmény             | 1932. | július 25.               |
| 21. Genfi leszerelési világértekezlet (en)               | 1932. | 02.02. - 1934.06.11.     |
| 22. Első hopeji hadjárat/A nagy fal védelme (en)         | 1933. | 01.01 - 05.31.           |
| 23. Belső-mongóliai hadjárat (en)                        | 1933. | - 1936.                  |
| 24. Hitler lesz a kormányfő és az államfő is egyben      | 1933. | - 1934.                  |
| 25. A tanggui fegyverszünet (en)                         | 1933. | május 31.                |
| 26. Németország újrafelfegyverzése elindul (en)          | 1933. | július 12.               |
| 27. Olasz–szovjet egyezmény (en)                         | 1933. | szeptember 2.            |
| 28. Belső-mongóliai hadjárat (en)                        | 1933. | ápr.- 1936. dec.         |
| 29. Németország elhagyta a leszerelési értekezletet (en) | 1933. | október 14.              |
| 30. Németország kilép a Nemzetek Szövetségéből (en)      | 1933. | okt. 19. - nov. 12.      |
| 31. Német–lengyel megnemtámadási egyezmény               | 1934. | január 26.               |
| 32. A Saar-vidéki népszavazás/visszatérés Németországhoz | 1935. | január 13.               |
| 33. Kötelező sorozás kezdődik Németországban újra (en)   | 1935. | március 16.              |
| 34. Francia–szovjet segítségnyújtási szerződés (en)      | 1935. | május 2.                 |
| 35. Szovjet–csehszlovák segítségnyújtási szerződés (en)  | 1935. | május 16.                |
| 36. He-Umezu egyezmény (en)                              | 1935. | 06. 10. - 1937. 07. 07.  |
| 37. Angol–német tengerészeti egyezmény (en)              | 1935. | június 18.               |
| 38. December 9-i megmozdulások Pekingben (en)            | 1935. | december 9.              |
| 39. Második olasz–etióp háború (abesszíniai háború)      | 1935. | 10. 3.- 1937. 02. 19.    |
| 40. A Rajna-vidéki bevonulás (en)                        | 1936. | március 7.               |
| 41. Spanyol polgárháború kezdete                         | 1936. | júl. 17. - 1939. ápr. 1. |
| 42. A Berlin–Róma-tengely (német–olasz egyezmény)        | 1936. | október 27.              |
| 43. Antikomintern paktum                                 | 1936. | november 25.             |
| 44. Suiyuan hadjárat (en)                                | 1936. | október - november       |
| 45. Hsziani válság (en)                                  | 1936. | december 12-26.          |
| 46. Második kínai–japán háború                           | 1937. | - 1945.                  |
| 47. A USS Panay-incidens (en)                            | 1937. | december 12.             |
| 48. Ausztria bekebelezése (Anschluss)                    | 1938. | március 12.              |
| 49. Májusi válság (német–cseh határ) (en)                | 1938. | május 19 - 23.           |
| 50. Haszan-tavi csata/Csangkufengi összecsapás           | 1938. | júl. 29. - aug. 11.      |
| 51. Német–csehszlovák kisháború (Ordnersgruppe) (en)     | 1938. | szeptember 16 - 17.      |
| 52. Müncheni egyezmény                                   | 1938. | szeptember 29.           |
| 53. A Szudéta-vidék Birodalomhoz csatolása (en)          | 1938. | október 01 - 10.         |
| 54. Első bécsi döntés                                    | 1938. | november 02.             |
| 55. A Szlovák Köztársaság kikiáltása                     | 1939. | március 14.              |
| 56. Csehszlovákia német megszállása (en)                 | 1939. | március 15.              |
| 57. Litvánia náci megfenyegetése, Memel elcsatolása (en) | 1939. | március 20 - 22.         |
| 58. Magyar–szlovák kis háború                            | 1939. | március 23 - 31.         |
| 59. A spanyol polgárháború végső hadműveletei (en)       | 1939. | március 26. - április 1. |
| 60. Danzigi válság (en)                                  | 1939. | március - augusztus      |
| 61. Angol függetlenségi garancia Lengyelországnak (en)   | 1939. | március 31.              |
| 62. Albánia olasz lerohanása (en)                        | 1939. | április 7-12.            |
| 63. Szovjet–angol–francia tárgyalások Moszkvában (en)    | 1939. | ápr. 15.- aug. 21.       |
| 64. Német–olasz barátsági és katonai szerződés           | 1939. | május                    |
| 65. Halhín-goli csata                                    | 1939. | május - szeptember       |
| 66. Molotov–Ribbentrop szerződés                         | 1939. | augusztus 23.            |
| 67. Lengyelország német lerohanása                       | 1939. | szept. 1. - okt. 6.      |

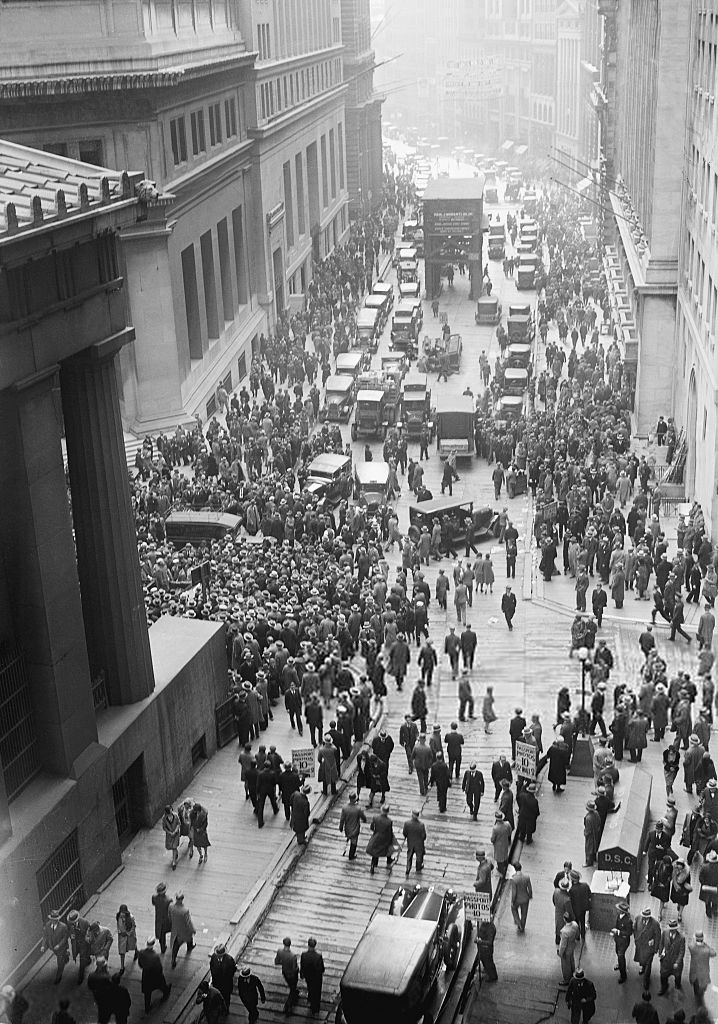
A tőzsdekrach miatt aggódó tömeg a Wall Streeten 1929 októberében

Az amerikai munkanélküliség alakulása 1910–1960; a világválság évei kiemelve

A Dow Jones index alakulása 1928–30

Az 1929–1933 közötti nagy gazdasági világválság vagy világgazdasági válság a tőkés világ történelmének legsúlyosabb túltermelési válsága volt, ami nagyarányú és hosszú munkanélküliségben, a termelés és a jövedelmek zuhanásában és gazdasági csődök sorozatában nyilvánult meg.
A válság kitörése – súlyos előjelek után – az 1929. októberi New York-i tőzsdekrachhoz kapcsolódik.
1929 és 1932 között az egész világ bruttó hazai terméke becslések szerint 15%-kal csökkent. Összehasonlításul a 2008-ban kirobbant gazdasági világválság idején a világ GDP-je kevesebb mint 1%-kal esett vissza.
A visszaesés az Amerikai Egyesült Államokban indult és onnan terjedt el, de az egyes országokat különböző mértékben érintette. Néhány gazdaság a 30-as évek derekára már a helyreállás jeleit mutatta. Más országokban viszont a hatásai egészen a második világháborúig érezhetők maradtak.
A gazdag és a szegény országokban egyaránt estek a jövedelmek, csökkentek az árak, az adóbevételek, a profitok. A nemzetközi kereskedelem volumene több mint 50%-kal csökkent, a munkanélküliség az Egyesült Államokban 23%-ra, más országokban egészen 33%-ig emelkedett.
A gazdasági csapások a városokat és a vidéket egyaránt érintették. A nagyvárosokban a nehézipar visszaesése okozott súlyos munkanélküliséget, az építkezések is leálltak. A mezőgazdaságot az árak zuhanása sújtotta, az Egyesült Államokban 60%-kal csökkentek a gazdák bevételei.
A gazdasági válság okait a gazdaságtörténészek egy része a New York-i tőzsdekrachra vezeti vissza. Mások arra mutatnak rá, hogy a gazdasági problémák már ezelőtt jelentkeztek, csökkentek az árak és nehezedett az új termékek eladása a túltermelés és a nagy jövedelmi különbségek miatt.
|                       | Egyesült Államok | Egyesült Királyság | Franciaország | Németország |
| --------------------- | ---------------- | ------------------ | ------------- | ----------- |
| Ipari termelés        | −46%             | −23%               | −24%          | −41%        |
| Nagykereskedelmi árak | −32%             | −33%               | −34%          | −29%        |
| Külkereskedelem       | −70%             | −60%               | −54%          | −61%        |
| Munkanélküliség       | +607%            | +129%              | +214%         | +232%       |

## Előzményei
Az 1920-as évek második felében az Egyesült Államokban óriási mértékben fellendült a termelés. A futószalagokról milliószámra kerültek le a gépkocsik. Új acélművek épültek, egész városok nőttek ki a földből. Új iparágak jöttek létre: a villamossági gépipar, a repülőgépipar és a vegyipar új ágai. A bérszínvonal is lényegesen emelkedett. A mezőgazdaságot gépesítették, a termelés ott is évről évre nőtt. Az amerikai gazdaság nagy fölénybe került a többi tőkés országgal szemben, exportja állandóan túlszárnyalta a behozatalt. A bevételi többlet eredményeként az amerikai bankok világszerte nagy hiteleket nyújtottak cégeknek és államoknak, és e hitelek nyomán tovább nőtt az amerikai export.
Az első világháború alatti magas árak az azt követő, 1920–1921-es gazdasági válság alatt már lemorzsolódtak. Ezután a termelés – az aranystandard körülményei között – stabil árak mellett növekedett. A tökéletesebb technika és a növekvő termelés viszont csökkentette a költségeket, és ez a nyereségek növekedésévei járt együtt. Emelkedtek a részvényárfolyamok, a befektetők nagy jövedelmekre tettek szert. A növekvő jövedelmek fellendítették a lakásépítést és ezzel a telekspekulációt is. A tőzsdéken a határidős ügyeleteknél szinte még tőkebefektetésre sem volt szükség a jelentős nyereséghez.
Az értékpapírok árfolyama 1923-at 100-nak véve a részvényárfolyamok 1928 elejére 200-ra,
1928 végén közel 300-ra, 1929 harmadik negyedévében pedig 375-re emelkedett. A spekulációs lázat a bankok is elkapták. idézi

## A válság

### Túltermelés
A válság első jelei a gabonapiacon jelentek meg. A korszerű technika segítségével sok új földterületet vontak művelés alá. A vasutak kiépülésével és a tengeri szállítás fejlődésével Kanada, Argentína és Ausztrália is bekapcsolódott a gabona világpiacába. A Szovjetunió 1928-ban már szintén exportőrként lépett fel ezen a piacon. A fizetőképes kereslethez viszonyítva túl sok gabona került a piacra, az árak zuhanni kezdtek. A New York-i tőzsdén ugyan egy darabig még emelkedtek az árfolyamok, de 1929 októberében bekövetkezett az összeomlás.

### Tőzsde
Még 1928 januárjában a Federal Reserve (FRS vagy Fed, az USA jegybankrendszere) úgy értékelte, hogy a részvénypiaci árak túlságosan magasak és túlzottak a spekulációk is, így 3,2%-ról 5%-ra emelte az alapkamatot. A bankok is megszigorították a spekulációs ügyletekre folyósított hiteleiket, hogy korlátokat szabjanak a nagyarányú tőzsdespekulációnak, de nem ez a fékezés okozta a krachot. Az árfolyam nagyfokú esésének fő oka az összeomlás előtt kialakult indokolatlanul magas részvényárfolyamokban keresendő.
Az amerikai kamatemelés odavonzotta a nemzetközi tőkét, válaszul a többi országban is emelték az alapkamatot, ami pénzszűkéhez és az árak csökkenéséhez, deflációhoz vezetett.
1929. október 24-én, a „fekete csütörtökön” az amerikai részvénypiac a nyitáskor 11%-os eséssel indult. A stabilizálási kísérletek eredménytelenek maradtak, és október 28-án, hétfőn további 12%-os esés következett be. A pánik a következő napon tetőzött további 11%-os eséssel. A befektetők ezrei mentek tönkre, dollármilliárdok szálltak el, sok részvényt semmilyen áron nem lehetett eladni. A piac később mutatott némi emelkedést, de aztán hosszan tartó lejtmenet indult. 1930. április 17-től 1932 július 8-ig a részvénypiac értékének csaknem 90%-át elvesztette. Nagybankok jelentettek csődöt, ami az egész bankszektor összeomlását okozta. 1930 novembere és decembere során 608 amerikai bank ment csődbe és 550 millió dollár betét veszett oda. Százezrek vesztették el állásukat, üzemek zártak be, vállalkozások csődöltek be, a termelők kezén mérhetetlen mennyiségű felesleg maradt, amit nem lehetett értékesíteni, mert nem volt vásárlóerő.

### Hitelek
A tőzsdei árfolyamok azok alá az alsó határok alá estek, melyeken a bankok az értékpapírok vásárlását meghitelezték. A részvénytulajdonosoknak most már el kellett adniuk a hitelek törlesztése végett. Ez tovább nyomta az árfolyamokat. Az értékpapírokból származó bevételek már nem fedezték az azokra felvett hiteleket. A bankok emiatt felmondták a hiteleket és behajtották minden rövid lejáratú kinnlevőségüket. Ennek következtében terjedt át a válság Európára is.
Az Egyesült Államokból a hitelek főleg német bankokon keresztül jutottak el Európába. Az amerikai kamatlábak az európaihoz viszonyítva alacsonyak voltak, de rövid határidejűek. A német gazdaságnak viszont hosszú lejáratú hitelekre volt szüksége, mert a pénzt elsősorban új iparvállalatok felépítésére fordították. A német bankok tehát rövid lejáratú hiteleket vettek fel az Egyesült Államokban, belföldön pedig hosszú lejáratú hiteleket nyújtottak. Ez nagy kockázatot jelentett, aminek csökkentése érdekében a bankok a rövid lejáratú hitelként felvett összegek egyharmadát Amerikában helyezték ki, rövid lejáratra. Ez ugyan alig hozott kamatot, viszont úgy vélték, hogy jó fedezete lesz a németországi kockázatoknak. Az amerikai tőzsdepánik körülményei között azonban ez a fedezet nem volt elég. A gazdaságból nem sikerült akkora összegeket kivonni, hogy a hiteleket visszafizessék. Az amerikai bankok hiteleiket aranyban és devizában követelték vissza, Németország pedig ilyen mennyiségű arannyal és devizával nem rendelkezett.
Az európai nagy bankok közül először a nagyhírű régi osztrák Credit-Anstalt omlott össze, 1931. május 11-én bezárta pénztárait. A Darmstädter und Nationalbank, Németország egyik legnagyobb bankja július 11-én zárt be. A Bank of England szeptember 21-én letért az aranyalapról. Ezt követte Svájc, Norvégia, Dánia, Finnország, Portugália, Kanada, Egyiptom, India és Japán. Gyakorlatilag minden nemzetközi adósságtörlesztés megszűnt.
Herbert Hoover amerikai elnök 1931. július 6-án egy évi halasztást jelentett be valamennyi nemzetközi adósságra, erkölcsi lépésként az adósok helyzetének könnyítésére, de a helyzeten ez sem segített már.
A túltermelési válság kirobbanását másfél évvel követően az egész világ pénzrendszere összeomlott, ami elmélyítette a nemzetgazdaságok válságát. A vezető tőkés országok fizetési mérlege passzívvá vált, és ezt a passzívumot már nem lehetett sem a kereskedelmi mérleggel, sem aranyexporttal kiegyenlíteni. A csőd mélysége nem volt egyforma, és a mélypont is más-más időpontban következett be, a hitel-kitettségük függvényében.
Az Egyesült Államok a válság éveiben is megtartotta vezető szerepét, mivel a legtöbb tőkével rendelkezett, de pénzügyi helyzete megingott. Kereskedelmi mérlege a válság nyomán javult, fizetési mérlege viszont – a dollár árfolyamának 1933-ban bekövetkezett esése miatt – passzívvá vált. Beszüntették a külföldi emissziót, 1934-ben már egyetlen külföldi értékpapír sem került kibocsátásra az Egyesült Államok értékpapírpiacán. Csak a dollár árfolyamának 1934-es stabilizációja eredményeként indult meg a korábban elmenekült külföldi tőkék visszaáramlása.

### Külkereskedelem
Az Egyesült Államok 1930 nyarán a tőzsdeválság hatásainak enyhítése jegyében elfogadta a Smoot–Hawley Tariff Act nevű vámtörvényt, ami radikálisan megnövelte az importra kivetett vámokat. A vámszínvonal 1828 óta nem látott szintre emelkedett. A lépés azonnali válaszintézkedéseket indukált Kanadában és más országokban. Mindezek nyomán az amerikai külkereskedelem volumene a válság évei alatt 67%-kal csökkent. Gazdaságtörténészek egybehangzó véleménye szerint ez a törvény nagyban hozzájárult a válság elmélyüléséhez.

### Ipar és mezőgazdaság

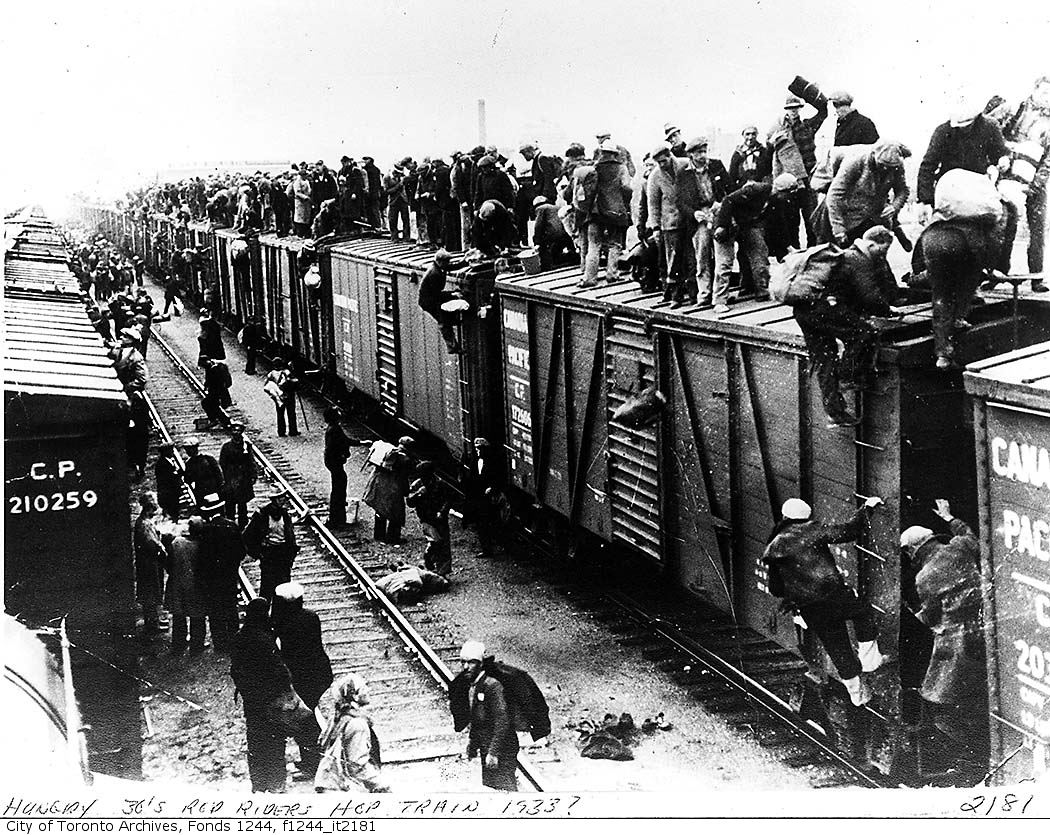
Kanadai munkanélküliek munkát keresve vándorolnak 1933-ban

Az Egyesült Államokban a fogyasztás és beruházás egészen a 30-as évek közepéig csökkent, annak ellenére, hogy a hitelkamatok alacsonyak voltak. 1930 májusára az autók eladása az 1928-as szint alá csökkent. Az árak is csökkentek, de a bérek 1930-ig megtartották szintjüket. 1931-ben viszont elindult egy deflációs spirál, azaz a fogyasztói árak és a bérszínvonal csökkenése egymást erősítve haladt előre.
A gazdálkodók még rosszabb helyzetbe kerültek a zuhanó terményárak és a Great Plains vidékén tomboló aszály, majd a Dust Bowl nevű jelenség, a porviharok elhatalmasodása miatt. A válság csúcsán az itteni farmok 10%-a gazdát cserélt a szövetségi támogatás ellenére.

### Az aranystandard elhagyása
Az aranystandard nagyban hozzájárult a válság elmélyüléséhez és nemzetközi terjedéséhez. Még azok az országok is, melyeket eleinte nem érintett közvetlenül a pénzpiaci válság, kénytelenek voltak csatlakozni a kamatemelésekhez és ezzel a deflációs politikához, mivel ellenkező esetben az arany kiáramlott az országukból. Az aranystandard fenntartása tehát együtt járt a pénzkínálat és az árszínvonal csökkenésével.
A kormányzatok fokozatosan felismerték az aranystandard tarthatatlanságát. Elsőként 1931-ben az Egyesült Királyság, majd Japán és a skandináv országok, utána 1932–33-ban Olaszország és az Egyesült Államok hagyták el ezt az közgazdasági eszközt, és engedték meg valutájuk leértékelődését. Náluk a válság gyorsabban enyhült, mint Franciaországban és Belgiumban, ahol a legtovább kitartottak mellette.
Az aranystandard elhagyása, és az angol font árfolyamesése hatására a korábban az Egyesült Államokban elhelyezett külföldi tőke is megkezdte visszavonulását. Míg korábban az arany nagy mennyiségben áramlott az Egyesült Államokba, a válság hatására megindult az arany visszavándorlása Európába, főleg Franciaországba. Franciaország aranykészlete ezen időszak alatt annyira felduzzadt, hogy bankjegyeinek – a kötelező aranyfedezeten túlmenően – 100%-os aranyfedezetük volt. Ez azonban nem sokban enyhítette a válság hatását Franciaországra.
A valutaleértékelés módszerét azonban nem minden ország alkalmazta. A kisebb országok, melyek tartottak attól, hogy a devalvációt nem sikerül korlátok között tartani, így Magyarország is, igyekeztek fenntartani valutájuk nominális értékét. Ezt azonban nem az arany szabad forgalma, hanem a külkereskedelem és a valutáris ügyek szigorú állami szabályozása, a saját bankjegyek kivitelének tilalma, a külföldi adósságok törlesztésének leállítása révén igyekeztek elérni. Ezzel viszont valutájuk külföldön még sokkal jobban elértéktelenedett. A sok ország által bevezetett valuta-kényszergazdálkodás bénította a nemzetközi fizetési forgalmat.
Németország és a közép- és kelet-európai országok tehát hivatalosan nem tértek le az aranystandardról, de gyakorlatilag igen, mivel bevezették a kötött devizagazdálkodást és szigorú restriktív politikát folytattak.

### Protekcionizmus
A válság nyomán számos ország folyamodott a protekcionizmus eszközéhez. Az első lépést az Egyesült Államok tette meg a Smoot-Hawley Tariff Act vámtörvény elfogadásával, a védővámok bevezetésével 1930 júniusában, amit aztán a kereskedelmi partnereinél egy sor hasonló lépés követett. Más államok más módszerekkel próbálkoztak kereskedelmi helyzetük javítására: Németországban, ahol külkereskedelmi többletre volt szükség a háborús jóvátétel fizetéséhez, Heinrich Brüning kancellár deflációs gazdaságpolitikát vezetett be. Ez arra irányult, hogy csökkentsék a hazai árakat és béreket annak érdekében, hogy az olcsóbbá váló német áruk versenyképesek maradjanak a nemzetközi piacon; ez azonban csak tovább erősítette a válság által amúgy is okozott igen káros deflációt és súlyosbította annak negatív hatásait.
Mindezek az intézkedések azonnal ellenreakciókat váltottak ki a kereskedelmi partnereknél, és önmagukat erősítő módon nehezítették egymás helyzetét. A protekcionizmusnak ez az ördögi köre jelentősen hozzájárult a világkereskedelem összezsugorodásához és meghosszabbította a válságot.

### Fordulópont és kilábalás

#### New Deal

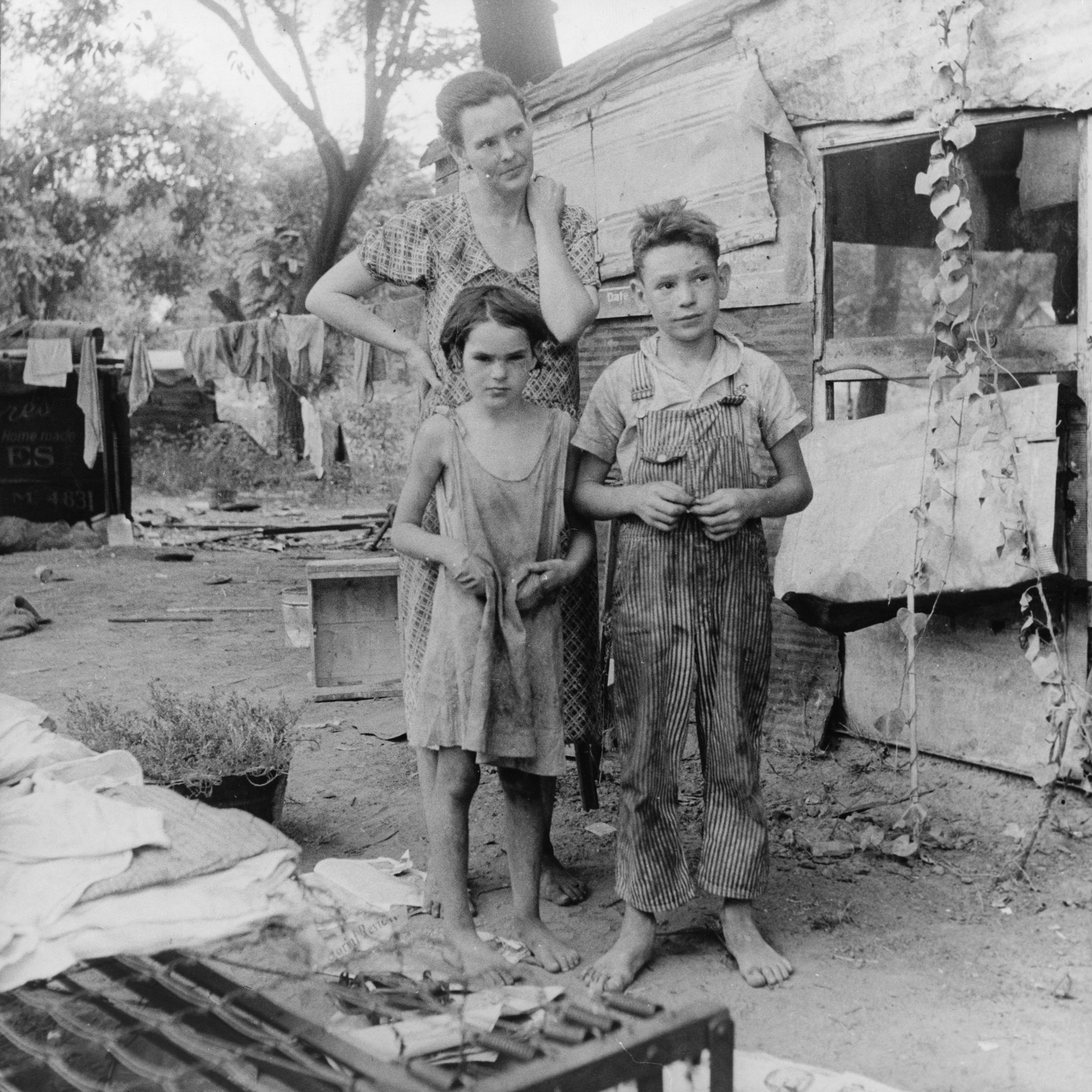
Oklahomai nyomornegyed és lakói, 1936

Ahogy a válság, úgy a kedvező változások is az Egyesült Államokból indultak. Az amerikai kormányzat felismerte, hogy a pénzkínálat növelésére, pénzteremtésre, a vásárlóerő növelésére van szükség a válság hatásainak enyhítésére. Erre az aranystandard elhagyása lehetőséget nyújtott.
1933. március 4-én hirdette meg a hivatalába frissen beiktatott Franklin D. Roosevelt amerikai elnök új gazdasági-társadalmi irányvonalát, a New Dealt (új irányvonal). A határozott intézkedések kedvező várakozásokat generáltak, amik öngerjesztő folyamatokat indítottak el.
Miközben az Egyesült Államok állami bevételei csökkentek, kiadásai nőttek. 1933-ban 2 milliárd dollár volt a költségvetés bevétele, szemben az 1930-as 4 milliárddal, a kiadások viszont 5 milliárdra nőttek (míg 1930-ban 4 milliárd alatt maradtak). 1934-ben a kiadások meghaladták a 7 milliárdot, míg a bevételek csak alig voltak 3 milliárd felett.
Az állam teljes erejével beavatkozott a gazdaságba a válság leküzdése érdekében. Az elnököt egy törvény felhatalmazta, hogy 3 milliárd dollár összegű papírpénzt bocsásson ki. Az Egyesült Államok államadóssága 20 milliárd dollárról (1932) 1934-ben 27 milliárdra és 1940-ben 42 milliárdra emelkedett.
Végső soron a válság leküzdése az Egyesült Államoknak több pénzébe került, mint az első világháború. Az Egyesült Államok nemzeti jövedelme 1939-ben még így sem érte el a válság előtti szintet.

### Válságelméletek
A gazdasági válságokkal, recessziókkal és különösen az 1929-ben kezdődött világválsággal kapcsolatban sokféle eltérő, gyakran egymásnak ellentmondó közgazdasági elmélet keletkezett.
A modern közgazdaságtan és a gazdaságtörténet művelői körében azonban konszenzus uralkodik arról, hogy az 1929-es kezdeti recesszió után meg lehetett volna előzni a világválság kialakulását, ha az amerikai központi bank megakadályozza a pénzkínálat radikális csökkenését, azaz pénzt juttat a gazdaságba. Milton Friedman és Anna J. Schwartz részletesen kidolgozták ennek elméletét A Monetary History of the United States (1963) című művükben. A gondolat lényegét már John Maynard Keynes megfogalmazta. Az ezzel szemben álló korabeli elméleteket a modern közgazdaságtudomány főáramlata elveti.

#### Marxista elmélet
A marxista válságelmélet szerint az 1929–33-as világválság a tőkés termelési mód belső ellentmondásaink szükségszerű terméke volt, hasonlóan a korábbi, rendszeresen visszatérő túltermelési válságokhoz – az előző az 1920–1921-es gazdasági válság volt –, azoktól csak méreteiben különbözött. Ez a vélekedés a Forbes szerint a nem-marxista értelmiség és a széles közvélemény körében is elterjedt volt évtizedekig.

## A válság és egyes országok

### Magyarország
Magyarország ekkoriban agrár–ipari ország volt, ezért a mezőgazdaságból kiinduló túltermelési világválság nagyon súlyosan érintette. A búzaárak soha nem látott mélypontra süllyedtek. Az ipari termelés közel 20%-kal esett vissza. A munkanélküliek tábora csaknem 200 ezer főre növekedett.
Az állami fizetésképtelenség, a csődök elkerülése érdekében 1931. július 13-án a kormányzat három napos bankszünnapot rendelt el. Az aranystandardról áttértek a kötött devizagazdálkodásra.
A világválság kifulladása és a kormányzati intézkedések révén a magyar gazdaság is túljutott a válságon, fellendülés indult meg, ami azonban hamarosan, a győri program révén, a második világháborút megelőző háborús konjunktúrába torkollott.

### Németország és Nagy-Britannia

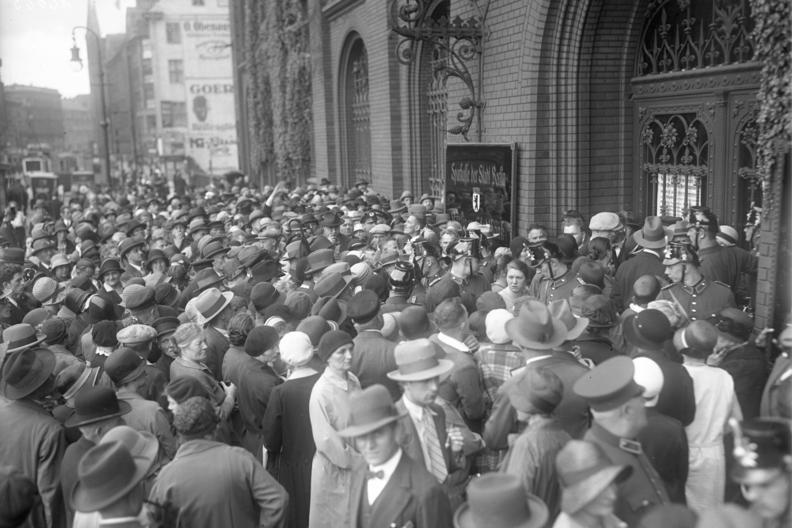
Bankroham egy berlini takarékpénztárnál

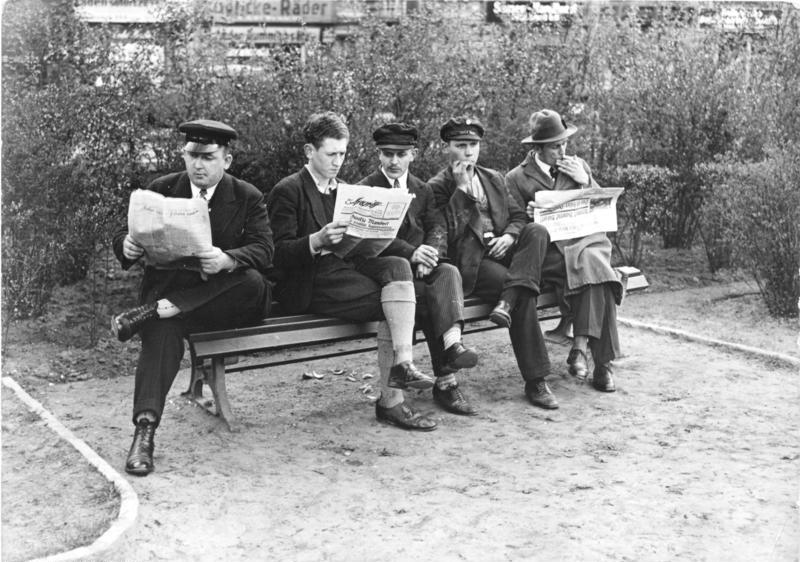
Az SA munkanélküli tagjai Berlinben

1931 derekán a válság teljes erejével sújtott le Németországra. Tovább éleződtek a belpolitikai feszültségek náci és a kommunista mozgalmak aktivizálódásával. A befektetők bizalma megingott, kivonultak az országból. A Reichsbank június első hetében 150 millió márkát veszített, a második héten 540 milliót és június 19–20-án, két nap alatt, további 150 milliót. Herbert Hoover amerikai elnök moratóriumot hirdetett a jóvátételi kifizetésekre, amivel felháborította a franciákat, akik nagyon rá voltak szorulva a német pénzekre. A moratórium lelassította a válságot, Németország hiteleket is kapott amerikai magánbankoktól. Az ipari csődök azonban folytatódtak, majd terjedtek is Magyarország és Románia felé. Az elhúzódó válság tovább rontotta a belpolitikai helyzetet, és közvetlenül hozzájárult Adolf Hitler hatalomra jutásához 1933 elején.
A német bankválság következményeit Anglia is megérezte. Londonnak ugyanis jelentős rövid lejáratú adóssága volt, ugyanakkor viszont tetemes mennyiségű követelése is fennállott Németországban. 1931-ben a válság elmélyült Nagy-Britanniában is. A befektetők a világ minden részéről elkezdték kivonni aranyukat Londonból; ennek üteme elérte a napi 2,5 millió fontot. A Banque de France és a Federal Reserve Bank of New York 25–25 millió fontos hitellel segített, de ez sem volt elegendő a válság megfékezésére. A pénzügyi krízis 1931 augusztusára belpolitikai válságot okozott. A Ramsay MacDonald vezette munkáspárti kormány engedett a nagytőke követelésének és súlyos megszorító intézkedéseket hozott, adókat emelt, csökkentette a kiadásokat és ami leginkább szembement szavazóival, 20%-kal csökkentette a munkanélkülieknek járó segélyt. Ez elfogadhatatlan volt a brit munkásmozgalom számára. MacDonald le akart mondani, de V. György brit király maradásra bírta és egy összpárti koalíció, nemzeti kormány megalakítását kérte tőle. A Konzervatív Párt és a Liberális Párt csatlakoztak a kezdeményezéshez, de a munkáspárt, a Labour politikusainak nagy többsége elutasította azt és árulónak nevezte a MacDonaldot, amiért elvállalta a koalíció vezetését. Az új kormány megalakulása után választásokat tartottak, amin a Labour súlyos vereséget szenvedett, és MacDonald egy főleg konzervatívokból álló kormány élén folytatta tevékenységét. Nagy-Britannia elsőként tért le az aranystandardról a nagy tőkés gazdaságok közül és ezzel enyhítette a krízist. A szigetország viszonylag jobban megúszta a válságot, mint a többi nagy tőkés ország.
Az aranystandard megszüntetése Angliában a font sterling árfolyamának 25%-os csökkenését eredményezte, de súlyos veszteséget okozott azoknak a jegybankoknak is, amelyek követeléseik egy részét Angliában tartották. Ezek gyorsan elkezdték követeléseiket aranyra váltani. A legsúlyosabban a francia követelések aranyra való beváltása, illetve azok gyors ütemű kivonása érintette Angliát.

### Szovjetunió

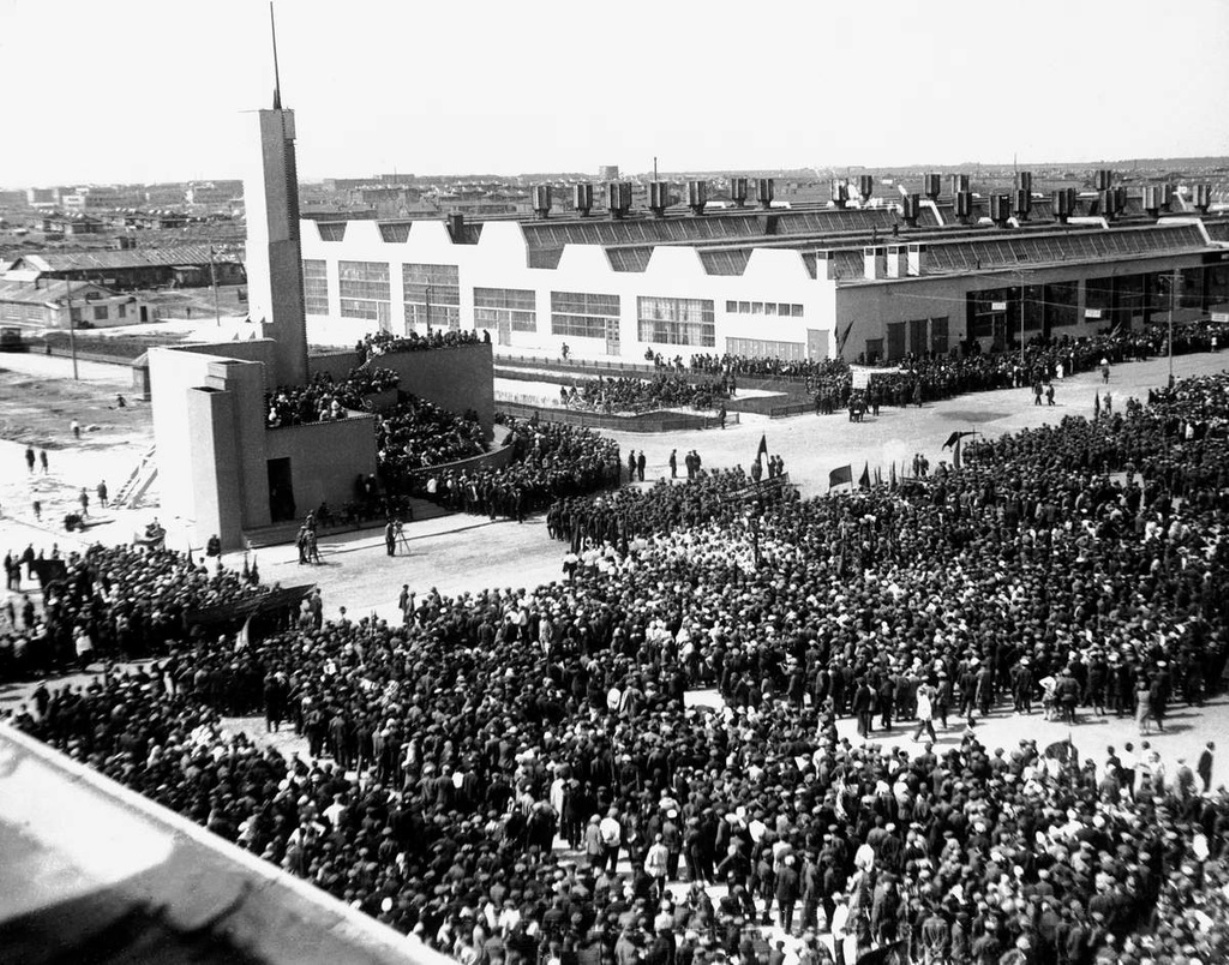
A cseljabinszki traktorgyár ünnepélyes avatása 1932-ben

A Szovjetunió volt ekkoriban a világ egyetlen szocialista állama. A gazdaság túlnyomó része köztulajdonban, állami irányítás alatt működött, a hatalmas ország külkereskedelmének csekély szerepe volt. Ilyen módon az ország gazdasága nagyrészt független volt a tőkés világgazdaságtól, ezért a válság szinte egyáltalán nem érintette.
A nagy világgazdasági válság idején a szovjet gazdaság főleg az erőltetett iparosítás révén rohamosan fejlődött. A nyugati válság és a szovjet fellendülés közötti ellentét a nyugati közvélemény jelentős részére gyakorolt hatást. Sok értelmiségi vélte úgy, hogy a történések igazolták Karl Marx elméletét, miszerint a kapitalizmus a saját belső ellentmondásainak súlya alatt fog összeroskadni. Ezzel szemben a Szovjetunió igazi modern államnak látszott, amely meg tudja tenni a szédítő ugrást a feudalizmusból az ipari jövőbe.
A világválság idején tömeges migráció indult meg a Szovjetunióba, különösen Finnországból és Németországból. A sztálini nagy tisztogatás előtti szovjet társadalomban örömmel fogadták a bevándorlókat, különösen a mérnököket, ipari, gazdasági szakembereket. Később azonban sokan közülük áldozatul estek a sztálini önkénynek, a kémhisztériának, különösen azok, akik a második világháborúban szemben álló országokból érkeztek.

## Fordítás
- Ez a szócikk részben vagy egészben  a   Great Depression című angol Wikipédia-szócikk ezen változatának fordításán alapul.  Az eredeti cikk szerkesztőit annak laptörténete sorolja fel. Ez a jelzés csupán a megfogalmazás eredetét és a szerzői jogokat jelzi, nem szolgál a cikkben szereplő információk forrásmegjelöléseként.
- Ez a szócikk részben vagy egészben  a   Weltwirtschaftskrise című német Wikipédia-szócikk ezen változatának fordításán alapul.  Az eredeti cikk szerkesztőit annak laptörténete sorolja fel. Ez a jelzés csupán a megfogalmazás eredetét és a szerzői jogokat jelzi, nem szolgál a cikkben szereplő információk forrásmegjelöléseként.